# Ед Шейфер
Томас Едвард «Ед» Шейфер (англ. Edward Thomas «Ed» Schafer; нар. 8 серпня 1946, Бісмарк, Північна Дакота) — американський політик-республіканець. Він був губернатором штату Північна Дакота з 1992 по 2000 і міністром сільського господарства в адміністрації Джорджа Буша-молодшого з 2008 по 2009.

## Життєпис
Шейфер народився і виріс у родини бізнесмена Гарольда Шейфера. Його сестра, Пем Шейфер, була першою дружиною сенатора від Демократичної партії Кента Конрада.
Він здобув ступінь бакалавра в Університеті Північної Дакоти і ступінь MBA в Університеті Денвера. Здобувши освіту, він став працювати в компанії Gold Seal, виробничій компанії, яка розташована в Північній Дакоті й належить його батьку, з 1978 по 1985 рік він обіймав посаду президента компанії. У 1990 році Шейфер невдало намагався стати членом Палати представників США.
Він одружений з Ненсі Джонс і має двох дітей: Тома Шейфера і Еллі Шейфер і двох пасинків: Еріка Джонса і Карі Джонса. Він став першим губернатором Північної Дакоти, який одружився під час перебування на посаді. Шейфер також брав активну участь у діяльності фонду Theodore Roosevelt Medora Foundation, який зберігає пам'ятки і спадщину того часу, коли 26-й президент США, Теодор Рузвельт провів у Медорі (1883–1889).
Ед був капітаном команди «High Flyers» у шоу Junkyard War на Discovery Channel. У п'ятому сезоні шоу команда Шейфера посіла 2-ге місце, поступившись у фіналі команді «Jet Doctors».